# 腓特烈一世 (符腾堡国王)

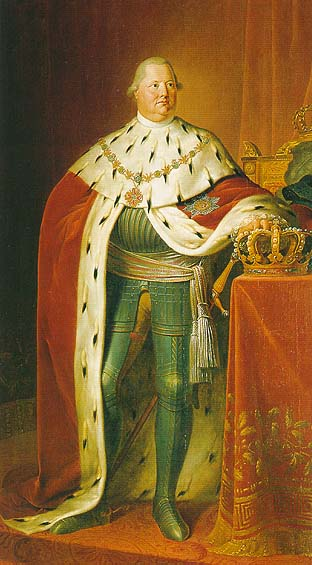
符腾堡国王腓特烈一世

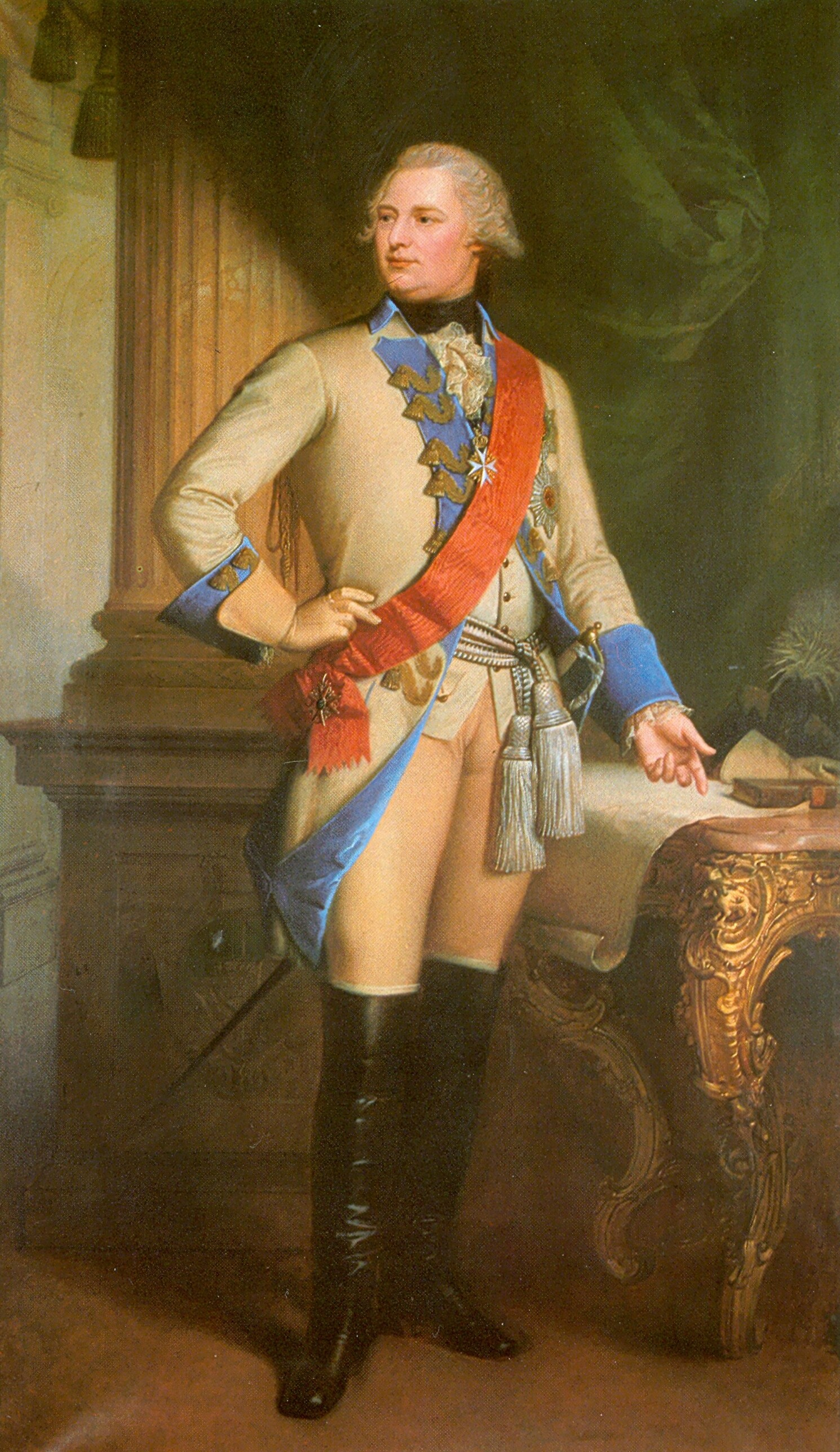
符腾堡公爵腓特烈三世

腓特烈一世（Friedrich I.，1754年11月6日—1816年10月30日），全名腓特烈·威廉·卡尔（Friedrich Wilhelm Karl），1798年继承父位成为符腾堡公爵，称腓特烈三世；1803年升为符腾堡选侯，1806年成为符腾堡王国的第一任国王，称腓特烈一世。

## 生平
腓特烈一世是符腾堡公爵腓特烈二世·歐根与妻子弗蕾德里克的长子，1754年生于特雷普托夫（今波兰切比亚托夫）。1780年10月15日与不伦瑞克公爵卡尔·威廉·斐迪南之女奥古斯塔结婚，有两子两女。1783年起被俄罗斯女沙皇叶卡捷琳娜二世授予俄属芬兰总督的职务，直到妻子奥古斯塔于1787年去世。1797年5月18日，他续娶了英王喬治三世之女夏洛特長公主，二人没有子嗣。
1797年11月22日，腓特烈的父亲符腾堡公爵腓特烈二世·歐根去世，他继位成为符腾堡公爵，稱腓特烈三世。腓特烈是一个极易怒的人，政治上奉行君主专制。 
1800年，法军占领符腾堡，腓特烈与妻子流亡维也纳。第二年他与拿破仑签定协约，割让蒙特贝里亚给法国，两年后得到埃尔万格作为补偿。两年后的1803年2月25日，他成为符腾堡的选帝侯。虽然他从未行使过选侯的权利，但他得到了许多重要的土地，国土面积大量增加。1805年10月，腓特烈与拿破仑在路德维希堡进行和谈，决定符腾堡向法国提供大量辅助军事力量，而拿破仑则于同年12月26日将国王的称号给了选侯腓特烈。1806年1月1日，腓特烈在符腾堡首都斯图加特正式加冕称王，称符腾堡国王腓特烈一世。他的子女和男系后嗣称符腾堡王子和公主，他的兄弟姐妹及兄弟们的男系后嗣称符腾堡公爵或女公爵。

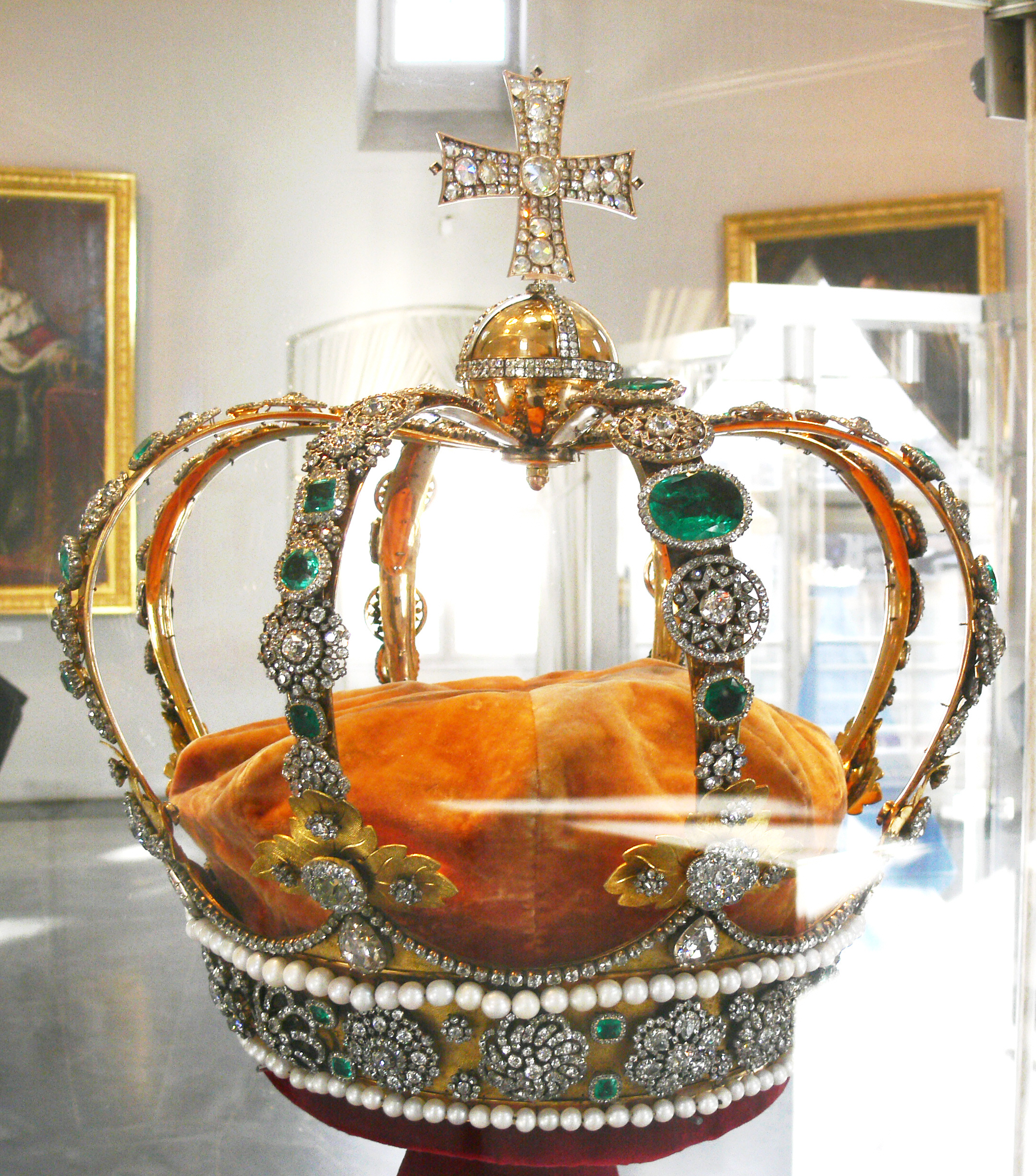
符腾堡王冠

符腾堡成为王国后，国土比起1803年前增加了将近一倍。1806年符腾堡退出神圣罗马帝国，加入了以拿破仑为保护人的萊茵聯邦，成了其中的重要成员。1807年8月22日腓特烈一世将长女卡特琳娜嫁给了拿破仑的幼弟、威斯特法伦国王热罗姆·波拿巴，他成了日后波拿巴家族的祖先之一。腓特烈一世与法国结盟与奥地利、俄罗斯作战。在法国入侵俄罗斯的战争中，约有1.2万符腾堡士兵参加，战后幸存的只有几百人。他也成为他的英国岳父乔治三世的敌人，直到1813年莱比锡战役法军失败，萊茵聯邦的成员纷纷倒戈，加入反法同盟。连女儿卡特琳娜也被要求与热罗姆离婚。这遭到了腓特烈一世的拒绝，热罗姆被他封为符腾堡王国的蒙特福亲王（Fürst von Montfort）。拿破仑战败后，1816年的维也纳会议再次确立了符腾堡的王国地位。
腓特烈一世于1816年10月30日在斯图加特因病去世，终年61岁，葬于路德维希堡宫。
腓特烈一世身形魁梧肥胖，身高2.11米，体重约200公斤，绰号“大肚腩”。拿破仑曾调侃地说到“上帝造出这位王子是为了表明人的皮肤可以撑大而不爆裂的最大程度”。

## 子女
腓特烈一世结婚两次：
1780年10月15日，在不伦瑞克与不伦瑞克-沃尔芬比特尔的奥古斯塔公主结婚，有二子二女：
- 长子威廉·腓特烈·卡尔（Wilhelm Friedrich Karl，1781年—1864年），1816年繼位为符騰堡国王威廉一世。
- 长女弗蕾德里克·卡塔琳娜·索菲·多蘿西亞（Friederike Katharina Sophie Dorothea，1783年—1835年），1807年8月22日与威斯特法倫国王热罗姆·波拿巴结婚。
- 次女索菲·多蘿西亞（Sophie Dorothea，1783年—1784年），早夭。
- 次子保罗·海因里希·卡尔·腓特烈·奥古斯特（Paul Heinrich Karl Friedrich August，1785年—1852年），符騰堡末代国王威廉二世的祖父。

第一任妻子与1788年去世，1797年又在英国圣詹姆斯宫与英国国王乔治三世的长女夏洛特长公主结婚，二人婚后没有子嗣。
| 腓特烈一世符騰堡王朝出生于：1754年11月6日逝世於：1816年10月30日 | 腓特烈一世符騰堡王朝出生于：1754年11月6日逝世於：1816年10月30日 | 腓特烈一世符騰堡王朝出生于：1754年11月6日逝世於：1816年10月30日 |
| 統治者頭銜                                                      | 統治者頭銜                                                      | 統治者頭銜                                                      |
| --------------------------------------------------------------- | --------------------------------------------------------------- | --------------------------------------------------------------- |
| 前任者： 腓特烈二世·歐根                                        | 符騰堡公爵 1797年–1803年                                        | 轉換爵位                                                        |
| 新頭銜 晉升爵位                                                 | 符騰堡選帝侯 1803年–1805年                                      | 轉換爵位                                                        |
| 新頭銜 晉升爵位                                                 | 符騰堡國王 1805年–1816年                                        | 繼任者： 威廉一世                                               |